# Marianne Bonde
Marianne Bonde Pedersen (født 25. juni 1984 i Skjern) er en tidligere dansk håndboldspiller, der senest spillede for Odense Håndbold. Hun har tidligere optrådt på det danske landshold. Hun deltog i flere internationale turneringer med landsholdet, heriblandt OL i London 2012. I 2013 var hun med til at vinde bronze medaljer ved VM i Serbien. Det var de første medaljer de danske kvinder havde vundet i ni år. Danmark slog Polen i bronzekampen 30-26. Kort inden EM i 2014 fik hun en knæskade, som holdt hende ude ved mesterskaberne, lige som hun ikke kunne spille i forårssæsonen 2015. I maj 2015 bekendtgjorde hun, at hun med øjeblikkelig varsel indstillede karrieren på grund af alvorlig sygdom i familien. I 2017 blev det offentliggjort at Bonde vendte tilbage til håndbolden og hvor hun hjalp HC Odense resten af 2016/17-sæsonen.